# 1777 في الولايات المتحدة
فيما يلي قوائم الأحداث التي وقعت خلال عام 1777 في الولايات المتحدة.

## أحداث
- 19 سبتمبر – معارك ساراتوجا

## سياسة

### تعيين في المنصب
- 12 فبراير – جون مكينلي حاكم ولاية ديلاوير [الإنجليزية]‏.
- 4 مارس – باتن غوينيت حاكم جورجيا [الإنجليزية]‏.
- 21 مارس – توماس جونسون حاكم ماريلاند [الإنجليزية]‏.
- 28 يوليو – توماس ماكين Supreme Court of Pennsylvania [الإنجليزية]‏،حاكم ولاية ديلاوير [الإنجليزية]‏.
- 30 يوليو – جورج كلينتون حاكم نيويورك [الإنجليزية]‏.
- 20 أكتوبر – جورج ريد حاكم ولاية ديلاوير [الإنجليزية]‏.

### انتهاء فترة المنصب
- 8 مايو – باتن غوينيت حاكم جورجيا [الإنجليزية]‏.
- 12 سبتمبر – جون مكينلي حاكم ولاية ديلاوير [الإنجليزية]‏.
- 20 أكتوبر – توماس ماكين حاكم ولاية ديلاوير [الإنجليزية]‏.

## مواليد

### يناير
- 1 يناير – جيسي ب توماس سياسي أمريكي.[1]
- 1 يناير – يمل سوير سياسي أمريكي.[2]
- 7 يناير – جورج جيبس[3]

### فبراير
- 21 فبراير – هابيل هنتنغتون سياسي أمريكي.[4]

### مارس
- 17 مارس – روجر بروك تاني سياسي أمريكي.[5]

### أبريل
- 12 أبريل – هنري كلاي سياسي أمريكي.[6]

### أغسطس
- 12 أغسطس – جورج وولف سياسي من الولايات المتحدة.[7]

### سبتمبر
- 2 سبتمبر – بنيامين بارك سياسي أمريكي.
- 22 سبتمبر – جون جي جاكسون سياسي أمريكي.[8]

### نوفمبر
- 14 نوفمبر – ناثانيل كليبورن سياسي أمريكي.[9]
- 30 نوفمبر – ناثانييل بيتجر سياسي أمريكي.[10]

### ديسمبر
- 21 ديسمبر – جيمس هيث سياسي من الولايات المتحدة الأمريكية.[11]

## وفيات

### أبريل
- 1 أبريل – جون مورتون (مواليد 1725) سياسي أمريكي.